# Skardu
Skardu (Urdu: سکردو) is de grootste plaats in het Pakistaanse deel van Baltistan. Het is de hoofdstad van het gelijknamige district Skardu en valt onder de autonome regio Gilgit-Baltistan.
Skardu ligt in de tien kilometer brede en veertig kilometer lange Skardu-vallei, waar de rivier de Shigar in de rivier de Indus uitstroomt. De stad ligt op een hoogte van bijna 2500 meter en is omgeven door hooggebergte, waaronder de Karakoram met bergpieken van boven de achtduizend meter, waaronder die van de K2, de op een na hoogste berg op Aarde.

## Geschiedenis
Skardu werd in 1651, samen met de rest van Baltistan veroverd door het Mogolrijk tijdens het bewind van grootmogol Shah Jahan.

## Toerisme, bergbeklimmingen en -wandelingen
Skardu is samen met Gilgit een van de twee belangrijkste toeristische centra van de Noordelijke Gebieden. Dit in verband met de omringende bergen, waaronder vier van 's werelds veertien achtduizenders, die veel toeristen, bergwandelaars en bergbeklimmers van over de hele wereld aantrekken. Het toeristenseizoen loopt van april tot oktober. Buiten deze periode kan het gebied, in verband met de strenge winters, voor lange periodes van de buitenwereld afgesloten zijn. Askole in de Braldu-vallei en de Hushe-vallei, die vanaf Skardu over de weg bereikbaar zijn, zijn de belangrijkste toegangspoorten tot de met sneeuw bedekte achtduizenders, zoals de K2, de Gasherbrum-groep, de Broad Peak en de Trangotorens, en tevens de omvangrijke gletsjers van Baltoro, Biafo en Trango. Dit heeft in Skardu geleid tot een relatief uitgebreide toeristische infrastructuur, zoals winkels en hotels. De populariteit van Skardu en omgeving heeft echter wel geleid tot relatief hoge prijzen, vooral tijdens de periode wanneer de meeste bergbeklimmingen en -wandelingen plaatsvinden.
Ook trektochten naar het Deosai-plateau beginnen of eindigen in Skardu. Dit plateau is met een hoogte van 4100 meter een van de hoogste plateaus ter wereld en heeft een oppervlakte van zo'n drieduizend vierkante kilometer. In de plaatselijke Tibetaanse taal Balti wordt het plateau Byarsa genoemd, wat "zomerplaats" betekent. Het Deosai-plateau is voor het grootste deel een nationaal park en is de leefomgeving voor sneeuwluipaarden, Tibetaanse bruine beren en wilde paarden.

## Bevolking
Skardu wordt bevolkt door meerdere etnische groepen, waarvan de omvangrijkste de Balti zijn, een Tibetaans volk. Verder bevinden er zich ook groepen Pathanen, Burusho, Punjabi's en Oeigoeren. Sinds het ontstaan van Pakistan in 1947 zijn er mensen van verschillende etnische afkomst en uit verschillende Pakistaanse provincies hiernaartoe gemigreerd.
Alle hierboven genoemde etnische groepen zijn moslim. De Balti zijn in de zestiende eeuw van het Tibetaans boeddhisme tot de islam bekeerd.

## Weer en klimaat
Het klimaat van Skardu wordt tijdens de zomer gematigd onder invloed van de hoogte en de bergen. Hierdoor kan de hitte van het Pakistaanse laagland hier niet komen. De bergen blokkeren ook de zomermoesson en de regenval tijdens de zomer is dus vrij laag. De bergen zorgen echter wel voor een zeer strenge winter.

## Vervoer
Skardu is op twee manieren bereikbaar; via de weg en door de lucht. De gebruikelijke route over de weg gaat via een zijweg van de Karakoram Highway. Er zijn ook wegverbindingen met Kasjmir en Ladakh. Daarnaast zijn er twee dagelijkse vluchten tussen Skardu Airport en Islamabad. Omdat een vliegreis naar Skardu prijzig is, heeft de wegverbinding via de Karakoram Highway en de zijweg richting de Skardu-vallei meestal de voorkeur van toeristen en de plaatselijke bevolking.
Het klimaat in de winter heeft een ongunstige invloed op het vervoer naar en uit de Skardu-vallei. De weg naar de vallei kan gedurende de wintermaanden door sneeuwval onbegaanbaar zijn. De wegen naar Skardu en andere plaatsen in de Noordelijke Gebieden kunnen soms voor enkele dagen tot weken onbereikbaar zijn, waardoor luchttransport nog het enige geloofwaardige alternatief is, ook al kan gedurende die maanden ook het vliegverkeer aan extreme weersomstandigheden onderhevig zijn, met soms dagen vertraging als gevolg.

## Bezienswaardigheden
- Fort van Skardu
- Kachura-meer
- Shangrila-meer
- Satpara-meer